# Győri L. János
Győri L. János (Sajószentpéter, 1958. április 14. –) magyar-német szakos tanár, irodalomtörténész, a Debreceni Református Kollégium Gimnáziuma és Diákotthona tanára. A Református Művelődés- és iskolatörténeti Kutatóintézet igazgatója. Győri József tanár, iskolaigazgató testvére.

## Szakmai munkássága
1976-ban érettségizett a Debreceni Református Kollégium Gimnáziumában. 1982/83-ban 1 szemesztert töltött a greifswaldi egyetemen. 1983-ban magyar–német szakos középiskolai tanári diplomát szerzett a debreceni Kossuth Lajos Tudományegyetemen.
Volt középiskolájában helyezkedett el, és azóta is ott tanít. Több alkalommal volt vendégtanár a Kollégium Gimnáziumának testvériskolájában, a hildeni Bonhoeffer Gymnasiumban. 1987-1989 között tanársegéd volt a Kossuth Lajos Tudományegyetem Régi Magyar Irodalmi Tanszékén, majd 1993-ig külsős óraadó ugyanott. 1991 és 2011 között házigazdája volt a Kollégiumi Esték c. előadássorozatnak. 2005-től a Református Művelődés- és iskolatörténeti Kutatóintézet igazgatója. 
2006-tól 2010-ig betöltötte az Országos Református Tanáregyesület elnöki tisztét.
A Református Tiszántúl és a Studia Theologica Debreceniensis szerkesztőbizottsági tagja.
A Kollégium 475. éves jubileumára megjelent kötetek sorozatszerkesztője volt.

## Irodalmi munkássága
2021-ben megjelent unokahúgával, Győri Katalinnal közösen írt történelmi drámája, a Menekülők, amit a debreceni Csokonai Színház is bemutatott. 2025-ben újabb történelmi drámáját ("nemzeti sorsdráma") adták ki, Trónfosztók címmel. Mindkettő a debreceniséggel, a református egyház, a Debreceni Kollégium történelmi szerepvállalásával foglalkozik.

## Díjak, kitüntetések
- Magyar Arany Érdemkereszt (2023)
- Tiszántúli Református Egyházkerület pedagógiai díj (2018)
- Gyarmati-díj (2013)
- Károli Gáspár-díj (2007)
- Debrecen városa Kiváló Pedagógusa díj (2003)
- Bolyai János-ösztöndíj (1998–2001)
- Juhász Géza-díj (1982)

## Főbb publikációi

### Kötet
- "Egész Magyarországnak és Erdélységnek... világosító lámpása". A Debreceni Református Kollégium története; 2. jav., bőv. kiad.; Tiszántúli Református Egyházkerület, Debrecen, 2008
- A magyar reformáció irodalmi hagyományai. Kézikönyv és szöveggyűjtemény, Bp., Református Pedagógiai Intézet, 1997, 1998, 2006, 2009.
- Kősziklán épült vár, A Debreceni Református Kollégium története, Debrecen, Országos Református Tanári Egyesület, Debreceni Református Kollégium Gimnázium, 1992, 2. jav. kiadás 1993.
- Kis magyar irodalomelmélet, Debrecen, Országos Református Tanáregyesület, 1992.

### Szerkesztett kötet
- Nagyari József tábori prédikációi; szöveggond., jegyz., bev., tan. Győri L. János; Kossuth Egyetemi Kiadó, Debrecen, 2002 (Csokonai Könyvtár. Források, Régi kortársaink)

- Medgyesi Pál redivivus: Tanulmányok a 17. századi puritanizmusról (a Könyv és Könyvtár különszáma), szerk. Fazakas Gergely, Győri L. János, Debrecen, Debreceni Egyetem Egyetemi és Nemzeti Könyvtár, 2007
- Magyar reformátusok a Kárpát-medencében és a nagyvilágban; összeáll. Czanik András, szerk. Győri L. János; Magyarországi Református Egyház Zsinati Iroda Kommunikációs Szolgálat, Bp., 2008
- Csernák Béla: Kalauz az Istenhez vezető úton…., szerk., jegyz. Győri L. János, Debrecen, Tiszántúli Református Egyházkerület 2009 (Református Művelődéstörténeti Füzetek, 3)
- Imre Mihály, Szenci Molnár Albert arc(kép)másai, szerk. Győri L. János, Debrecen, Tiszántúli Református Egyházkerület, 2009 (Református Művelődéstörténeti Füzetek, 2)
- Emlékbeszéd Kálvin felett. (Merle d’Aubigné, Franciából ford., bev. Balogh Ferenc, Debrecen, 1878), szerk., bev. Győri L. János, Debrecen, Tiszántúli Ref. Egyházkerület, 2009 (Református Művelődéstörténeti Füzetek, 1)
- A református iskolai műveltség tartalmi elemei és a református iskola feladatai. Vitaindító előadás a Debreceni Református Kollégium oktatási tagozatainak első összevont értekezletén. 2009. szeptember 5.; Országos Református Tanáregyesület, Debrecen, 2009
- Siderius János: Kisded gyermekeknek való KATEKIZMUS, szöveggond., jegyz., bev. tan. Győri L. János, Debrecen, Tiszántúli Református Egyházkerület, 2010 (Református Művelődéstörténeti Füzetek, 4)
- A Debreceni Református Kollégium Gimnáziuma, 1850-2012 : iskolatörténeti tanulmányok; szerk., képvál. Győri L. János; Tiszántúli Református Egyházkerület, Debrecen, 2013
- Győri L. János–Orosz Judit: Miről mesél a Debreceni Kollégium?; Tiszántúli Református Egyházkerület, Debrecen, 2013
- Emlékkönyv. A 475 éves Debreceni Református Kollégium jubileumi rendezvényeinek dokumentumai; szerk. Fekete Károly, Győri L. János; Tiszántúli Református Egyházkerület, Debrecen, 2014 (Kiadványok a Debreceni Református Kollégium fennállásának 475. évfordulója tiszteletére)
- Református identitás és magyar irodalom. Irodalom- és művelődéstörténeti tanulmányok; Kálvin, Bp., 2015
- Dr. Tóth Kálmán (1906-1997) református lelkész-tanár emlékezete; szöveggond., jegyz., szerk. Győri L. János; Tiszántúli Református Egyházkerület, Debrecen, 2016
- Debrecen, a reformáció városa. Kalauz egy városi sétához; szerk. Baráth Béla Levente, Győri L. János, fotó Barcza János; Tiszántúli Református Egyházkerület–Debrecen Megyei Jogú Város Önkormányzata, Debrecen, 2017 (angolul és németül is)

### Könyvfejezet
- A Debreceni Református Kollégium évszázados partikuláris kapcsolatai – különös tekintettel a szikszói iskolára = Átjárható határok: ünnepi kötet dr. Gaál Botond professzor 65. születésnapjára, szerk. Fekete Károly, Kustár Zoltán, Kovács Ábrahám, Debrecen, Debreceni Református Hittudományi Egyetem, 2011, 229–243.
- Egy elfeledett református prédikátor, Nádudvari Péter = Eruditio, virtus et constantia: Tanulmányok a 70. éves Bitskey István tiszteletére, szerk. Imre M. et al., Debrecen, Debreceni Egyetemi Kiadó, 2011, 202–208.
- Zur Bedeutung des Reformierten Kollegiums Debrecen für Kultur und Politik Ungarns vom 16. bis zum 19. Jahrhundert = Calvin und Reformiertentum in Ungarn und Siebenbürgen, Hg. Marta Fata, Anton Schindling, Münster, Aschendorff, 2010, 239–259.
- Kálvin János alakja a magyar irodalomban = Kálvin időszerűsége: Tanulmányok Kálvin János teológiájának maradandó értékeiről és magyarországi hatásáról, szerk. Fazakas Sándor, Bp., Kálvin Kiadó, 2009, 350–366.
- Siderius János gyermek-kátéjának nevelés- és művelődéstörténeti jelentősége = A református oktatás a Kárpát-medencében 1690–1918 között, szerk. Lukács Olga, Dienes Dénes, Kolozsvár, Egyetemi Műhely Kiadó, Bolyai Társaság, 2009, 77–105.
- Von der Bedeutung der reformierten Literatur für die Kultur Ungarns = Church and Culture, ed. by Leo. J. Koffemann, Előd Hodossy-Takács, Debrecen, Debreceni Református Hittudományi Egyetem, 2007, 57–70.
- Drégelypalánki János és a Praxis pietatis = Medgyesi Pál redivivus: Tanulmányok a 17. századi puritanizmusról (a Könyv és Könyvtár különszáma), szerk. Fazakas Gergely Tamás, Győri L. János, Debrecen, Debreceni Egyetem Egyetemi és Nemzeti Könyvtár, 2007, 187–197.
- Egy 18. századi kéziratos Praxis pietatis-másolat (Fazakas Gergely Tamással) = Medgyesi Pál redivivus: Tanulmányok a 17. századi puritanizmusról (a Könyv és Könyvtár különszáma), szerk. Fazakas Gergely Tamás, Győri L. János, Debrecen, Debreceni Egyetem Egyetemi és Nemzeti Könyvtár, 2007, 230–237.
- Die paradigmatische Analogie von Israel und Ungarn in der Reformationszeit = Die Ideologie der Formen, Hrsg. von József Jankovics und S. Katalin Németh, Bp., Balassi Kiadó, 2006 (Studia Humanitatis, 14), 23–35.
- Szombati Szabó István mint a Debreceni Főiskolai Lapok szerkesztője = Cselekvő irodalom, írások a hatvanéves Görömbei András tiszteletére, szerk. Bertha Zoltán, Ekler Andrea, Bp., 2005, 213–226.
- Nagyari József tábori prédikációi = Religió, retorika, nemzettudat régi irodalmunkban, szerk. Bitskey István, Oláh Szabolcs, Debrecen, Kossuth Egyetemi Kiadó, 2004 (Csokonai Könyvtár, 31), 438–460.
- Kegyességi sikerkönyv a XVII. században. A Praxis pietatis magyarországi útja (kísérő tanulmány) = Medgyesi Pál, Praxis Pietatis azaz Kegyesség Gyakorlás, vál. és szerk. Bálint Ágnes, Kolozsvár, Koinonia Kiadó, 2003, 277–298.
- Izrael és a magyar nép történetének párhuzama a XVI–XVII századi prédikátori irodalomban = Egyház és művelődés. Fejezetek a reformátusság és a művelődés XVI–XIX. századi történetéből, szerk. G. Szabó Botond, Debrecen, *Tiszántúli Református Egyházkerületi és Kollégiumi Nagykönyvtár, 2000, 29–50.
- A reformáció és nemzeti önismeretünk = Egyház, társadalom és kommunikáció, Bp., Magyarországi Református Egyház, 1996 (Szárszói Füzetek, 4), 179–197.
- A Debreceni Református Kollégium története, főszerk. Kocsis Elemér, szerk. Barcza József, írták Bajkó Mátyás et al., Bp., Református Zsinati Iroda, 1988

### Tanulmány
- A Biblia hatása a kora újkori magyar irodalomra és közgondolkodásra, Studia Theologica Debrecinensis, 2009/1, 45–68.
- Szenci Molnár Albert emlékezete, Orando et laborando (A DRHE 2007/08 évi értesítője), 2008, 47–51.
- Evangelische Schulen in Ungarn, Sonderabdruck aus dem Jahrbuch des Gustav-Adolf-Werks, 72. Jahrgang, 2003, 55–68.
- Reformáció, mártirológia, exemplum, It, 2001/3, 321–340.
- Mártírium, puritanizmus, retorika. Két XVII. századi magyar református prédikációs kötet tanulságai, It, 2000/1, 51–71.
- Áprily Lajos protestantizmusa, Keresztyén Nevelés, 1997/4, 13–15.
- A Debreceni Kollégium irodalmi műhelye, Korunk, 1997, 96–104.
- Szikszói György és a Mártírok oszlopa – Egy kegyes ember a felvilágosodás századában, Confessio, 1996/3, 47–57.
- „A mythos magánya". Észrevételek Csokonai kollégiumi pereihez, Debreceni Szemle, 1996/1, 62–78.
- Az exemplumok szerepe 17. századi református prédikációinkban, Studia Litteraria XXXII, Debrecen, 1994, 157–170. (Klny. is)
- „Tanúság az életnek meggondolatjáról”: Szenci Molnár Albert 90. zsoltárának elemzése, Református Tiszántúl, 1994/4, 26–27.